# 親衛隊第30師 (俄羅斯)
親衛隊第30武裝擲彈兵師（俄羅斯第2師）（德語：30. Waffen-Grenadier-Division der SS (russische Nr. 2)）是納粹德國武裝親衛隊的一個步兵師，由俄羅斯志願者組成親衛隊第30師（白俄羅斯第1師），許多從輔助警察轉調而來。1945年1月1日解散改編入。